# Ранко Крстајић
Ранко Крстајић (Жабљак, 18. октобар 1952) српски је писац и сликар.

## Биографија
Рођен је 1952. године у Жабљаку под Дурмитором. Гимназију је завршио у Никшићу а дипломирао је на Катедри за српскохрватски језик и југословенску књижевност Филолошког факултета Универзитета у Београду. Крстајић се сликарством бави још од гимназијских дана, када је, 1971, имао и прву самосталну изложбу. Од тада до данас имао је двадесет пет самосталних и педесет колективних изложби у земљи и иностранству. Његов књижевни стваралачки рад обухвата пет романа, три збирке приповедака као и Антологију светске фантастике. Његова педагошка каријера као професора српског језика и књижевности на Институту за стране језике у Београду обележила је његов активни радни век. Уврштен је у Енциклопедију српског народа као и Монографију српских писаца и сликара. Његова дела превођена су на десет страних језика. Члан је Удружења Књижевника Србије и Удружења Ликовних Уметника Србије.

## Награде
Добитних је многих како домаћих тако и међународних награда и признања за књижевни рад и стваралаштво међу којима се посебно истичу Плакета Удружења књижевника Србије и међународна награда Арка.

## Kњижевни рад
- Случај господина Асимова (Београд: Просвета, 1984).
- Ноћи црног месеца (Београд: Рад, 1988).
- Антологија светске фантастике(Београд: Доситеј, 1989).
- Сенка у магли (Београд: Просвета, 1994).
- Случај господина Асимова (друго издање, Београд: Просвета, 1996).
- Ноћи црног месеца (друго издање, Београд: Рад, 1997).
- Мартинов грех (Београд: Просвета, 2000).
- Антологија светске фантастике (друго допуњено издање, Београд: Mond, 2000).
- Мирис дивље руже (Београд, Чигоја штампа, 2008).
- Одабране приче (Београд: Орион арт, 2009).
- Илузија (Београд: Plato books, 2012).
- Узалудна лепота (Београд: Српска књижевна задруга & Принцип прес, 2018).

## Сликарство
До сада је имао двадесет пет самосталних изложби у Србији и иностранству (Београд, Никшић, Дубровник, Беч, Севиља, Лимасол, Подгорица, Загреб, Нови Сад, Суботица и Котор). Учествовао је и на преко педесет колективних изложби.

### Самосталне изложбе
- 1971. Никшић- "18. септембар"
- 1973. Дубровник- галерија "Страдун"
- 1975. Нови Сад- галерија "Петроварадин"
- 1978. Земун- "Нада Димић"
- 1980. Загреб- "Југодрво"
- 1980. Београд- "Кућа Ђуре Јакшића"
- 1985. Беч- галерија "Лари"
- 1992. Севиља- EXPO
- 1993. Беч- галерија "Лари"
- 1994. Београд- књижара "Геца Кон"
- 1994. Лимасол- галерија "Хермес"
- 1995. Београд- галерија "Трезор"
- 1995. Београд- галерија "Душко Радовић"
- 1996. Подгорица- галерија "Мост"
- 1996. Суботица- СКЦ "Свети Сава"
- 1997. Београд- галерија Института за стране језике
- 1998. Котор- галерија "Стари град"
- 2002. Лимасол- галерија "Хермес"
- 2015. Београд- "Кућа Ђуре Јакшића"

### Колективне изложбе
- 36. Златно перо Београда, 3. Међународни бијенале илустрације 1994. Музеј „25. мај“ у Београду.
- Четврти међународни бијенале уметности минијатуре – Горњи Милановац 1996.
- Новембарски ликовни салон 2003. у Краљеву.
- Колаж и асамблаж, 2004. – Кућа Ђуре Јакшића у Београду.
- Савремени традиционалисти – Српско сликарство 1980-2010. Београд  Галерија „Хексалаб“.
- Тријенале миксед медија – Павиљон „Цвијета Зузорић“ у Београду.